# Uganda Commercial Bank FC
Uganda Commercial Bank FC – ugandyjski klub piłkarski z siedzibą w mieście Kampala, działający w latach 1970–2001, grający niegdyś w pierwszej lidze ugandyjskiej.

## Sukcesy
- I liga[1]:
  - mistrzostwo (1): 1979

- Puchar Ugandy[2]:
  - finał (3): 1978, 1979, 1981

## Występy w afrykańskich pucharach
| Sezon | Rozgrywki       | Runda | Kraj    | Klub                | Dom | Wyjazd | Dwumecz |
| ----- | --------------- | ----- | ------- | ------------------- | --- | ------ | ------- |
| 1980  | Puchar Mistrzów | 1     | Nigeria | Bendel Insurance FC | –   | –      | –       |

## Stadion
Domowe mecze klub rozgrywał na stadionie Lugogo Stadium w Kampali, który mógł pomieścić 3280 widzów.

## Reprezentanci kraju grający w klubie
Stan na kwiecień 2023.
- Stanley Mubiru
- Jimmy Muguwa
- Fred Mukasa
- Charles Ogwang